# Driven from Paradise
Driven from Paradise (en árabe: اطريد الفردوس) es una película dramática egipcia de 1965 dirigida por Fatin Abdel Wahab. Ingresó en el cuarto Festival Internacional de Cine de Moscú.

## Elenco
- Farid Shawqi
- Samira Ahmed
- Mohammed Tawfik
- Nagwa Fouad
- Aziza Helmy